# 埃姆雷·萨克彻
侯赛因·埃姆雷·萨克彻（土耳其語：Hüseyin Emre Sakçı，1997年11月15日—），土耳其男子游泳运动员，2024年欧洲游泳锦标赛男子50米蛙泳金牌得主、2024年世界短池游泳锦标赛男子50米蛙泳银牌得主。